# Butirrometro

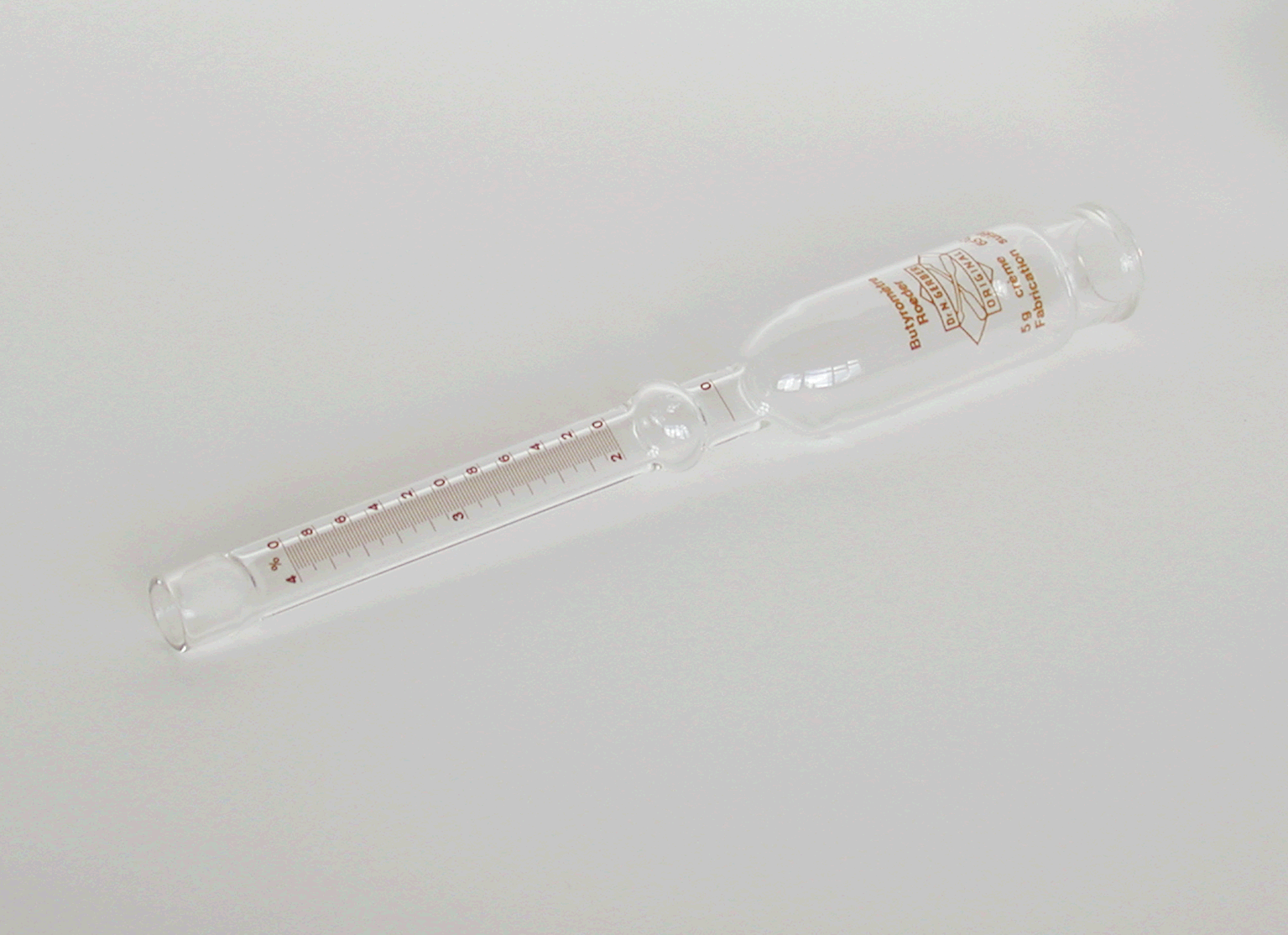
Butirrometro

Il butirrometro (in greco antico: βούτυρον?, boùtyron ("burro"); e in greco antico: μετρνè?, metrè ("misurazione")) è uno strumento in vetro utilizzato per misurare la quantità di grasso presente nel latte e suoi derivati, come burro, panna e formaggi. 
L'apparecchio viene solitamente utilizzato per misurare la butirrometria acida con il Metodo Gerber, sistema di analisi brevettato nel 1892 dal chimico svizzero Niklaus Gerber.

## Funzionamento
All'interno del butirrometro, la proteina casearia viene scomposta per mezzo di acido solforico concentrato: si ottiene così la coagulazione del grasso del latte, che viene poi separato dalla componente acquosa del latte tramite centrifugazione.
Nella maggior parte dei casi, viene aggiunto anche una piccola quantità di alcool amilico, che reagisce con l'acido solforico formando un amilsolfato di colore scuro e, mescolandosi alla parte acquosa, ne facilita la separazione visiva dal grasso.
Dopo la centrifugazione, la linea di separazione tra il grasso e l'acqua permette infine di leggere la percentuale di grasso sulla scala graduata del butirrometro.